# Cheval au Cameroun
Vous lisez un « bon article » labellisé en 2019.
L'histoire du cheval au Cameroun est surtout liée à la présence traditionnelle de cet animal dans les régions du Nord du pays, autour du lac Tchad dès le XVIe siècle, puis dans l'Adamaoua, ainsi que dans les régions de Garoua et Maroua. Aux pratiques équestres traditionnelles du Cameroun, telles que les parades et les danses du cheval liées aux cérémonies coutumières du Nord, sont venues s'ajouter plus récemment des activités de sport hippique et équestre, sous l'influence des expatriés et des investisseurs occidentaux, portées par des créations de centres équestres urbains, notamment à Yaoundé depuis les années 1990. La principale utilisation des chevaux au Cameroun relève des besoins de l'agriculture et du transport.
Le Cameroun élève environ 16 000 à 18 000 chevaux au début du XXIe siècle, appartenant aux races Logone, Dongola, Barbe, Arabe et Pur-sang, ou plus fréquemment à des croisements entre elles. Le manque de pâturages représente le principal frein à cet élevage. La culture camerounaise du Nord, en particulier chez les Peuls et les Kotoko, accorde une grande importance au cheval, animal de prestige réputé protecteur. Les cérémonies coutumières, telles que la fantasia, sont cependant menacées de disparition.

## Histoire

### Période pré-coloniale

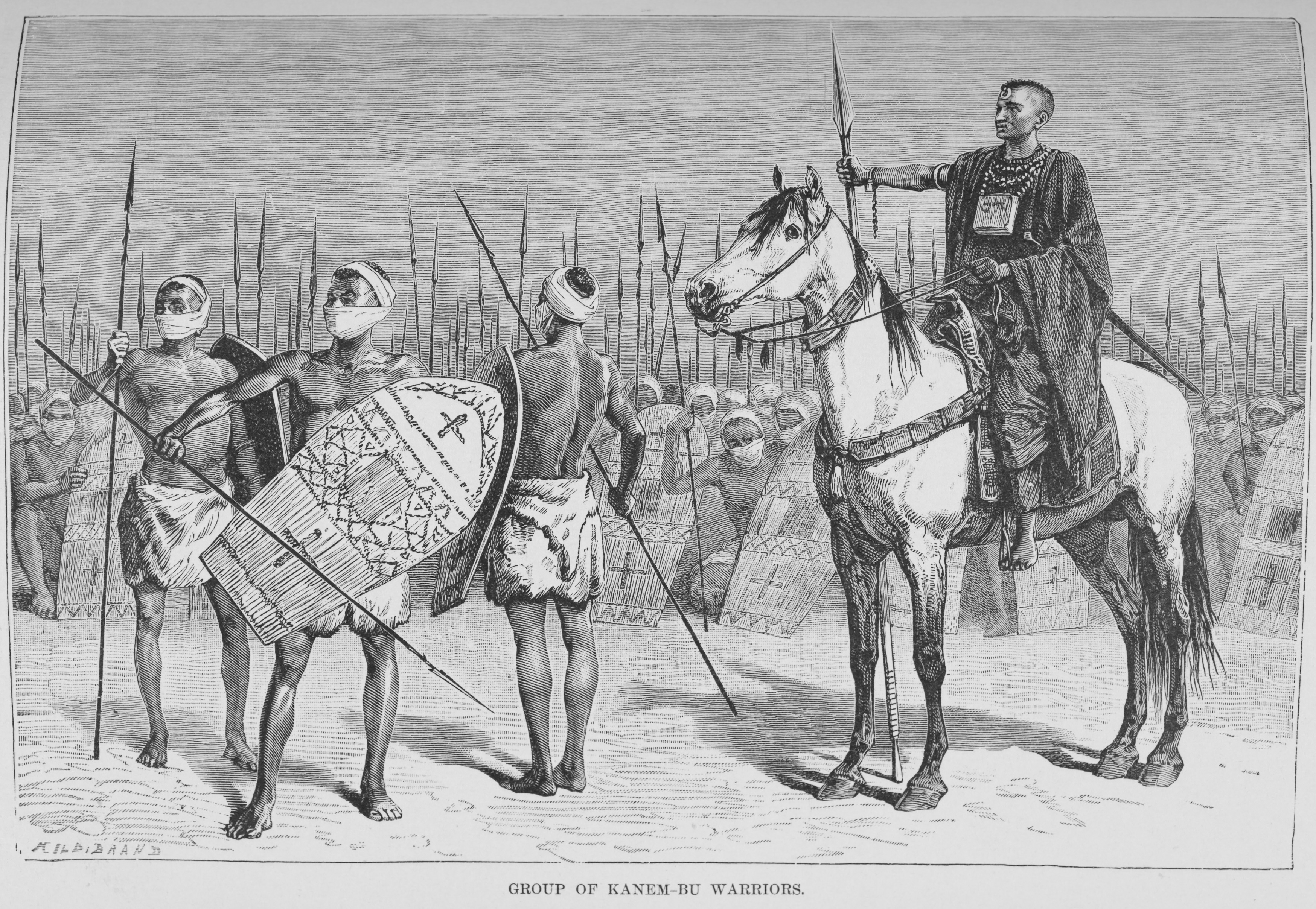
Groupe de guerriers Kanembou, gravure publiée en 1892.

Comme dans d'autres régions d'Afrique subsaharienne, la présence du cheval sur le territoire de l'actuel Cameroun provient vraisemblablement du Nord, via des migrations trans-sahariennes visant à s'établir ou à conquérir militairement des régions de biotope plus favorable. Le cheval est présent dans la région du lac Tchad vers l'an 800, comme l'atteste l'établissement des nomades sahariens Saifawa dans le Kanem. Au XVIe siècle, des nomades musulmans et cavaliers s'établissent à leur tour dans cette région. Néanmoins, l'élevage de chevaux reste vraisemblablement rare, en raison de la présence de la mouche tsé-tsé, induisant une forte mortalité chevaline, ce bien que quelques races, telles que le poney du Logone, y résistent grâce à une sélection naturelle progressive. Le royaume du Kanem-Bornou, qui s'étend partiellement sur le territoire nord-Cameroun, fait vraisemblablement un usage militaire courant du cheval. Selon l'ethnologue Christian Seignobos, l'usage du poney résistant à la maladie du sommeil (trypanorésistance) y a peut-être décliné dès le XVe siècle au profit des races de chevaux Barbe et Dongola, plus grandes, en parallèle de l'islamisation de ces dynasties royales.
D'après Christian Seignobos, le poney du Logone devient autochtone au Nord-Ouest du Cameroun, notamment grâce à sa trypanorésistance. Au XVIIIe siècle, il est présent du fleuve Logone jusqu'à l'Adamawa. Ses traditions d'élevage sont conservées intactes jusque dans les années 1980, basées sur une économie de chasse et de rapines, bien que les rituels entourant la naissance et la socialisation d'un poney se soient progressivement désagrégés à partir de la fin du XIXe siècle. Les Batas sont réputés avoir possédé une importante cavalerie de ces poneys, avant d'abandonner les terres pour se concentrer sur le fleuve. Les Cambas, également cavaliers, prennent la plaine des Tikar, le pays des Bamouns et les Grassfields à la fin du XVIIIe siècle, avant de laisser place à la conquête peule, qui s'arrête cependant plus au Nord. Des tribus cavalières (de différentes ethnies, dont les Mandaras) s'installent dans les monts Mandara, et deviennent aux XVIIIe et XIXe siècles de petites chefferies prédatrices, entre autres grâce à l'usage du poney. Le poney du Logone disparaît des plaines ouvertes au XIXe siècle.
Les Peuls Yillaga ont vraisemblablement adopté l'équitation sur les poneys locaux du Nord-Cameroun au XVIIIe siècle pour garder leurs troupeaux de bovins, avant de créer de véritables cavaleries militaires. L'établissement des lamidats peuls musulmans s'accompagne d'achats d'étalons de type Barbe et Dongola dans des régions extérieures, et de la création de petits haras. Au début du XIXe siècle, les chefs du Bornou et du Mandara, conscients de la supériorité que le cheval octroie aux Fulbés (Peuls), tentent de leur en interdire la vente et la possession peu après le lancement du djihad, sous peine de mort. Les Fulbés changent de fournisseurs, en commerçant des chevaux et des esclaves avec les Haoussas. La possession de chevaux leur octroie une grande mobilité, et donc un avantage net sur les autres populations de la région.

### Période coloniale

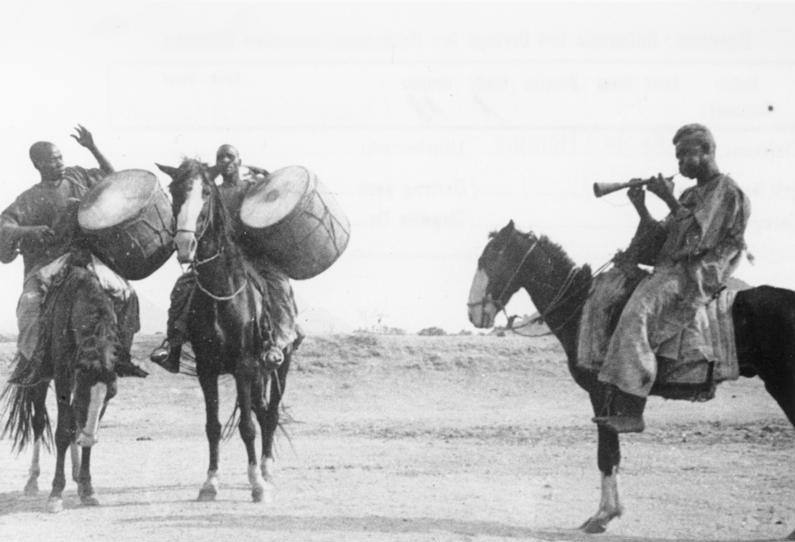
Cérémonie coutumière à Mora, orchestre des Mandara, entre 1911 et 1915.

Les colonisateurs allemands et français témoignent rapidement de leur intérêt pour les chevaux locaux du Cameroun. Les Allemands créent une jumenterie militaire à Pitoa ; les Français intègrent eux aussi des chevaux camerounais à leurs colonnes militaires.
En 1918, le capitaine J. Lemoigne décrit les chevaux des Choas et des Foulbés, dans le Nord du Cameroun, comme étant des Dongola croisés avec l'Arabe. En 1926, l'administration coloniale française décrit à Douala « quelques dizaines de chevaux amenés par les colporteurs haoussas ou achetés dans le Nord pour l'administration militaire ». Elle dénombre une centaine de chevaux dans la circonscription de Dschang, propriétés du sultan de Foulbam et des chefs coutumiers. Environ 500 chevaux sont dénombrés dans la région de Ngaoundéré ; par ailleurs ce rapport note que l'élevage équin camerounais est surtout propre aux régions de Garoua et de Maroua. Dans les années 1930, le capitaine Charles Vallin propose de distribuer des montures aux Kirdis des montagnes pour encourager les chefs coutumiers à le rencontrer.
En 1952, peu avant l'indépendance du Cameroun, l'intérêt pour le cheval est resté vif parmi les populations musulmanes du Nord.

### Depuis l'indépendance

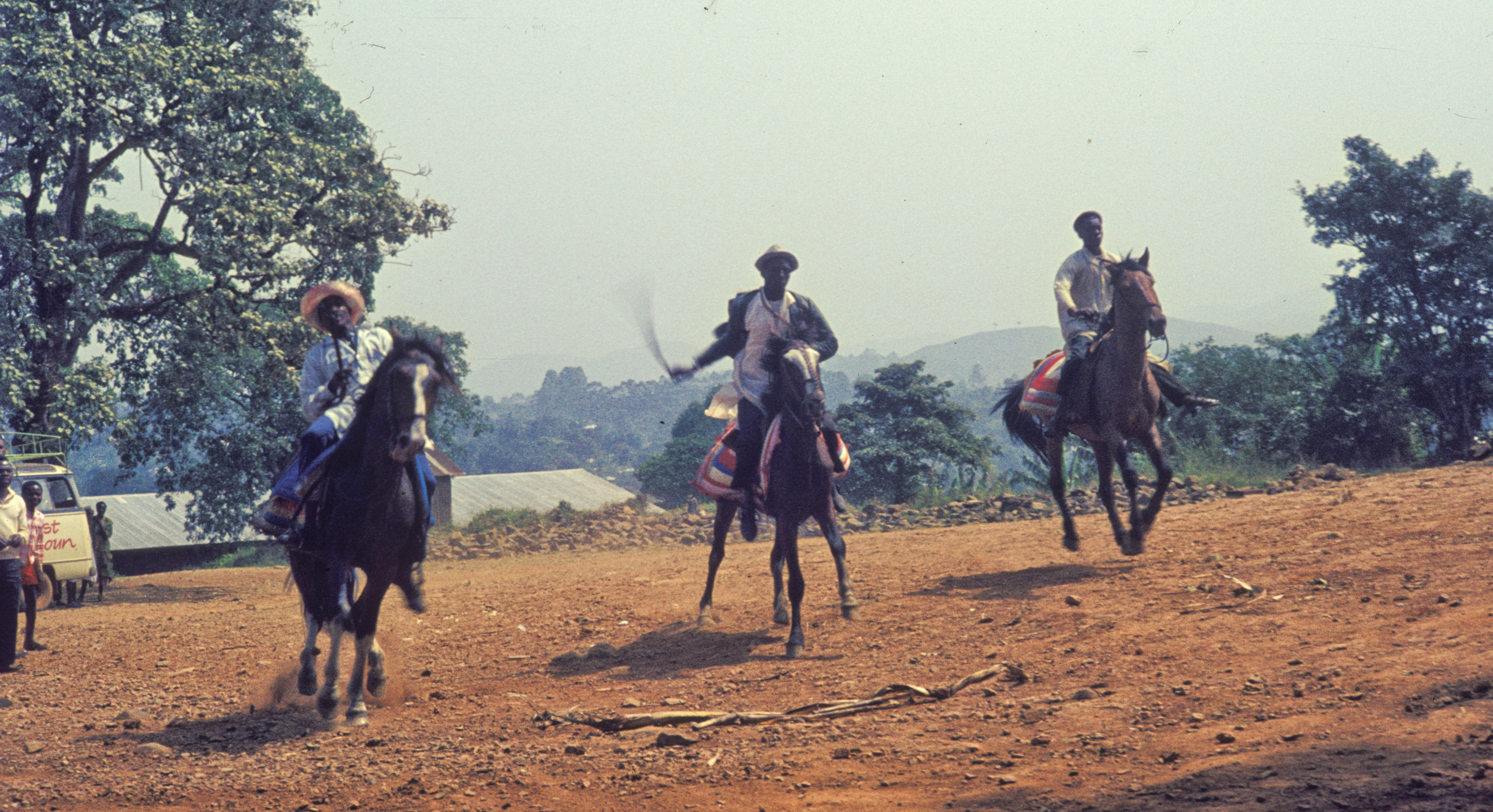
Cavaliers camerounais en 1969.

Lors de l'indépendance du Cameroun, en janvier 1960, une fantasia est organisée par Ahmadou Ahidjo, le premier président du Cameroun, dans sa région natale, à Garoua : les lamibé (chefs coutumiers d'origine peule) y défilent avec leurs cavaliers sur des chevaux richement harnachés. Une unité d'escorte (es) présidentielle montée est créée en 1963 à Maroua. Une différence culturelle importante existe dès lors entre le Nord du Cameroun, resté traditionnel et très proche des coutumes africaines du Tchad et du Nigeria, et le Sud, très occidentalisé.
En 1985, les Barba-Musey de la région de Gobo détiennent entre 6 000 et 6 500 poneys. En 1987, une mission d'appui du CIRAD au développement de l'élevage du cheval de selle au Cameroun publie un rapport. La pratique des paris en sport hippique se développe, via la création du Pari mutuel urbain camerounais (PMUC) en 1992, par deux entrepreneurs corses proches de Charles Pasqua. Un protocole d'accord est signé le 11 novembre 1993 et un contrat de concession le 16 juin 1994, affichant pour objectif de diversifier les activités équestres. Le ministère de l'élevage, des pêches et des industries animales (MINEPIA) et le PMUC créent ainsi un « Fonds des courses et de l'élevage du cheval ».
En 1991, la « maladie du cotonnier rouge » (MCR) dans la région de Bénoué entraîne un appauvrissement des cultivateurs qui, ne pouvant plus payer les vaccins de leurs bœufs de trait, remplacent progressivement ces derniers par des poneys de traction trypanorésistants, moins onéreux à l'achat, ou par des ânes.
En janvier 2001, une fantasia est organisée à Garoua pour la venue du président français Jacques Chirac, avec des chevaux caparaçonnés des drapeaux français et camerounais, et des cavaliers brandissant des sagaies. La Fédération camerounaise des sports équestres (FECASE) est créée en août 2002. En 2006, le coût d'achat d'un cheval au Cameroun peut aller de 100 000 francs CFA à plusieurs millions.
Dans les années 2010 (notamment en 2015), la région du lac Tchad subit des attaques à cheval de la part des membres du groupe terroriste Boko Haram, notamment dans la région de Bornou, ces attaques étant combattues par les militaires camerounais. En juillet 2017, la première édition du Festi Ramadan à Gashiga est l'occasion d'un défilé de quatre groupes de guerriers sur leurs chevaux, et d'une fantasia, dans l'objectif de pacifier la région.

## Pratiques et utilisations

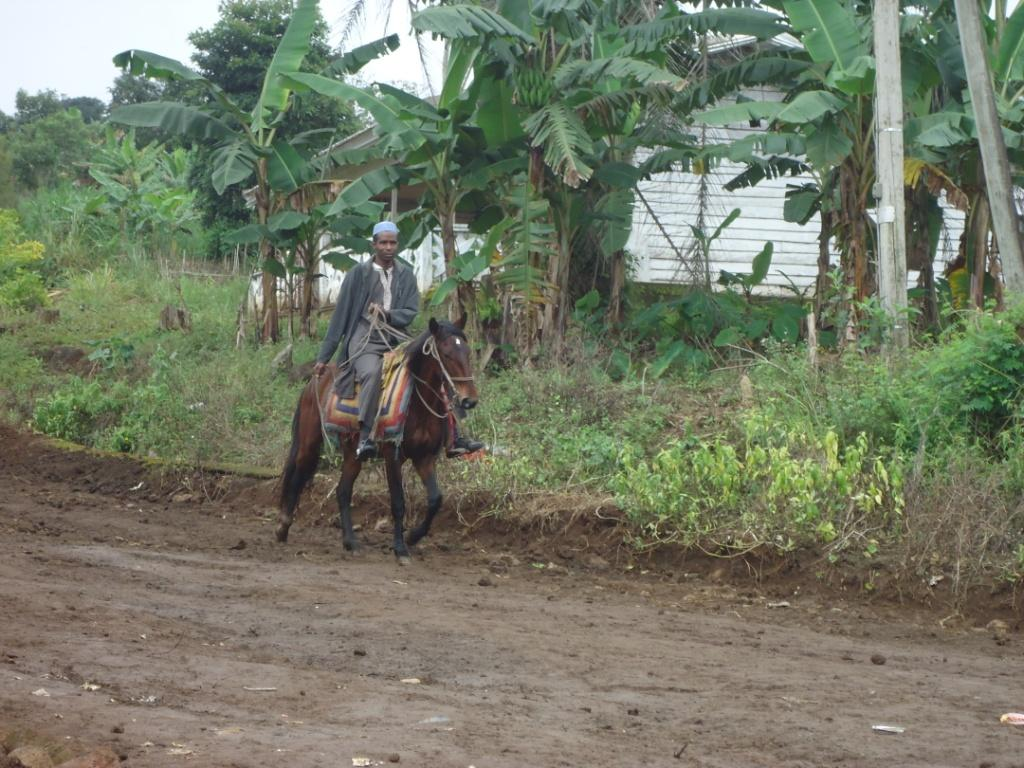
Cavalier camerounais à Mbouroukou, en 2016.

Le cheval sert d'animal de travail (en), de loisirs et de prestige,. Les parades équestres, l'équitation et les courses se sont développées, ayant permis un développement parallèle des métiers équestres en milieu urbain et rural. Les sports équestres et hippiques sont gérés par la FECASE. L'unité d'escorte présidentielle montée est chargée de la sécurité du président, de l'escorte des personnalités importantes, de la participation aux cérémonies d'honneur militaires, du maintien de l'ordre et de la surveillance de places publiques.
Dans les trois quarts des cas, le harnachement du cheval est acheté sur place ou confectionné artisanalement par son propriétaire, souvent à partir de matériaux de récupération (pneu, plastique, chambre à air…). Le ferrage des pieds du cheval est rare, les fers utilisés étant le plus souvent issus d'importations. En revanche, la majorité des propriétaires ont recours aux services d'un sellier. Il n'existe cependant pas de formation organisée aux métiers équestres.

### Travail, transport et traction agricole
La principale utilisation des chevaux au Cameroun relève de l'aide au travail. La majorité de ces utilisateurs de chevaux sont analphabètes. Les propriétaires-éleveurs du Nord du pays utilisent des chevaux pour la conduite du bétail bovin, ovin ou caprin, et considèrent la possession d'un cheval comme un signe de richesse ou de noblesse. Le recours à la traction hippomobile concerne essentiellement les zones rurales du pays. Le cheval sert au travail agricole et à l'exhaure de l'eau. La culture du coton dans le Nord du Cameroun a toujours fait appel à la traction animale : traction bovine à partir de 1950, traction asine à partir de 1980, puis traction chevaline à partir des années 1990 : en 1995, le nombre de chevaux de traction dans la culture cotonnière est estimé à 2 000, pour 37 000 paires de bœufs et 14 000 ânes. Le cheval transporte notamment les intrants agricoles et les produits de l'agriculture, depuis leurs phases de production jusqu'à leur commercialisation.
En zone urbaine, le recours à la traction animale, bien que moins fréquent, perdure en raison du coût des véhicules motorisés et du carburant. Le cheval sert à transporter des marchandises diverses, telles que des matériaux de construction, ainsi que des personnes, en fiacre ou en calèche. Cette activité de transport des personnes fait vivre des familles entières. 4,7 % (en 2006) des propriétaires de chevaux camerounais possèdent un attelage hippomobile, généralement acquis auprès d'un forgeron local.

### Cérémonies coutumières

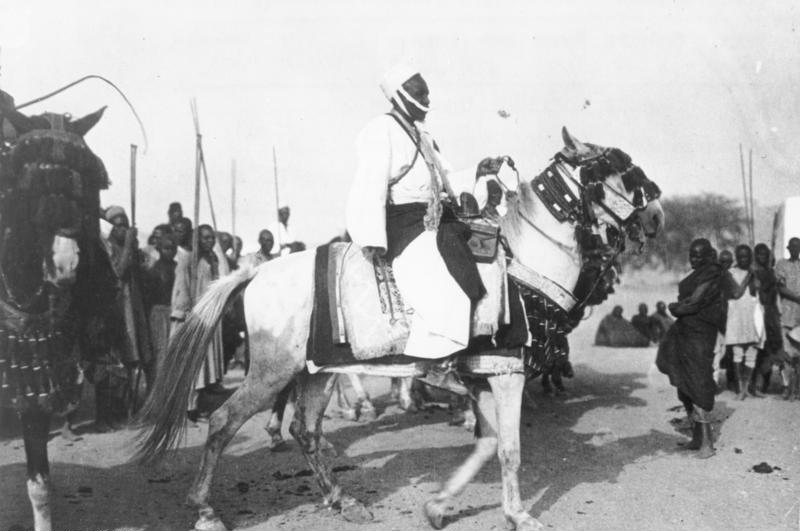
Le chef coutumier musulman Tukbene Kafim à Mora, entre 1911 et 1915.

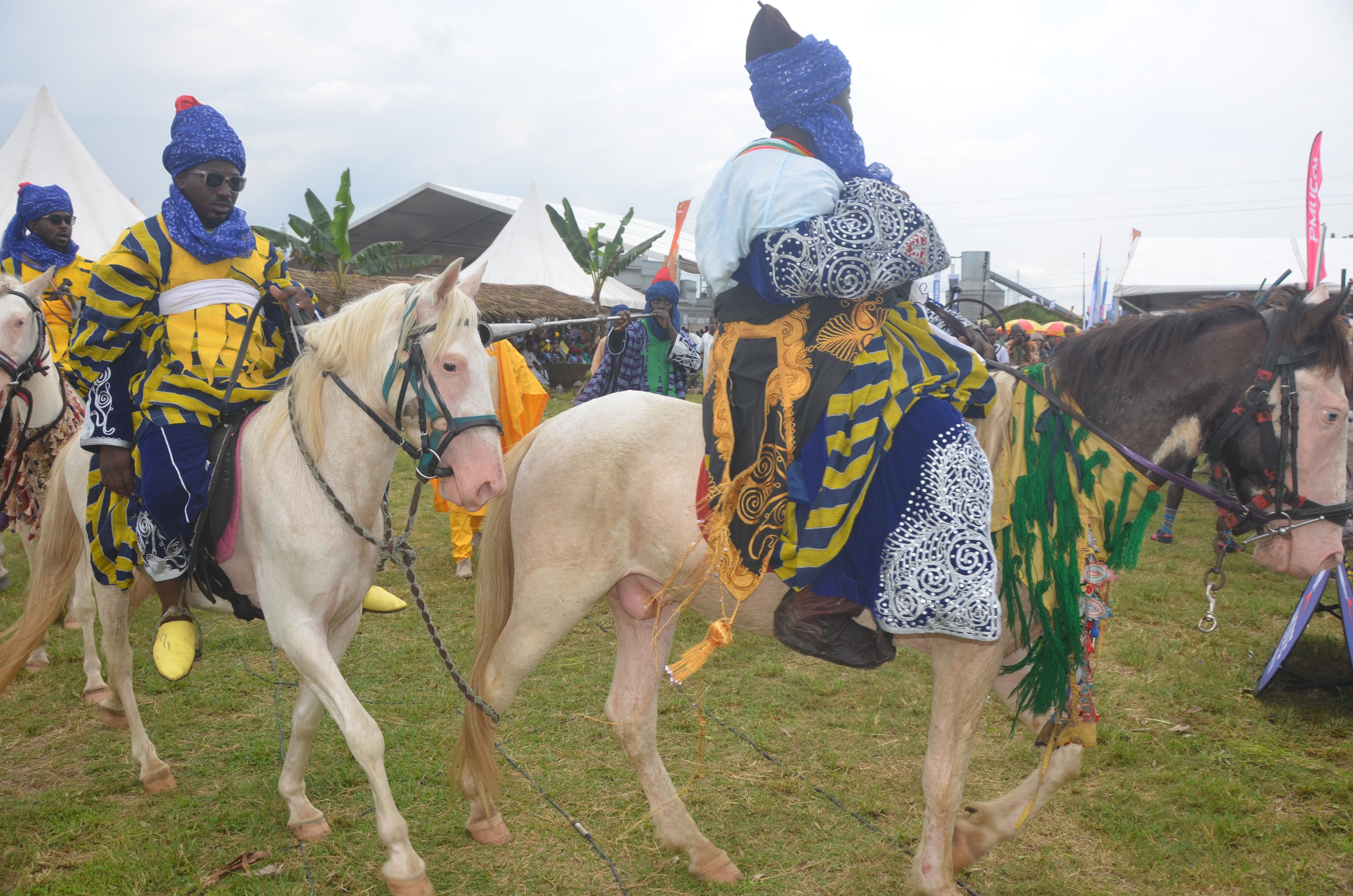
Cavaliers du Nord participant au Ngondo à Douala (2019).

Des fantasias sont organisées,, uniquement dans la partie sahélienne du Nord du Cameroun, beaucoup moins influencée par la colonisation européenne. Dans cette région, les chevaux appartiennent à des chefs religieux, qui en font un symbole de leur autorité. Ces lamidats sont contrôlés par les lamibé, chefs coutumiers musulmans, qui démontrent leur puissance en organisant des fantasias, à l'occasion de fêtes ou encore pour recevoir un invité important. Elles sont effectuées en chantant les louanges du lamido et en mettant en valeur sa lignée. Le lamidat de Demsa serait particulièrement réputé pour ses fantasias.
Des « chevaux de danse », nommés djirou, sont élevés et dressés uniquement dans le but de présenter une chorégraphie lors des cérémonies coutumières.

### Sport hippique

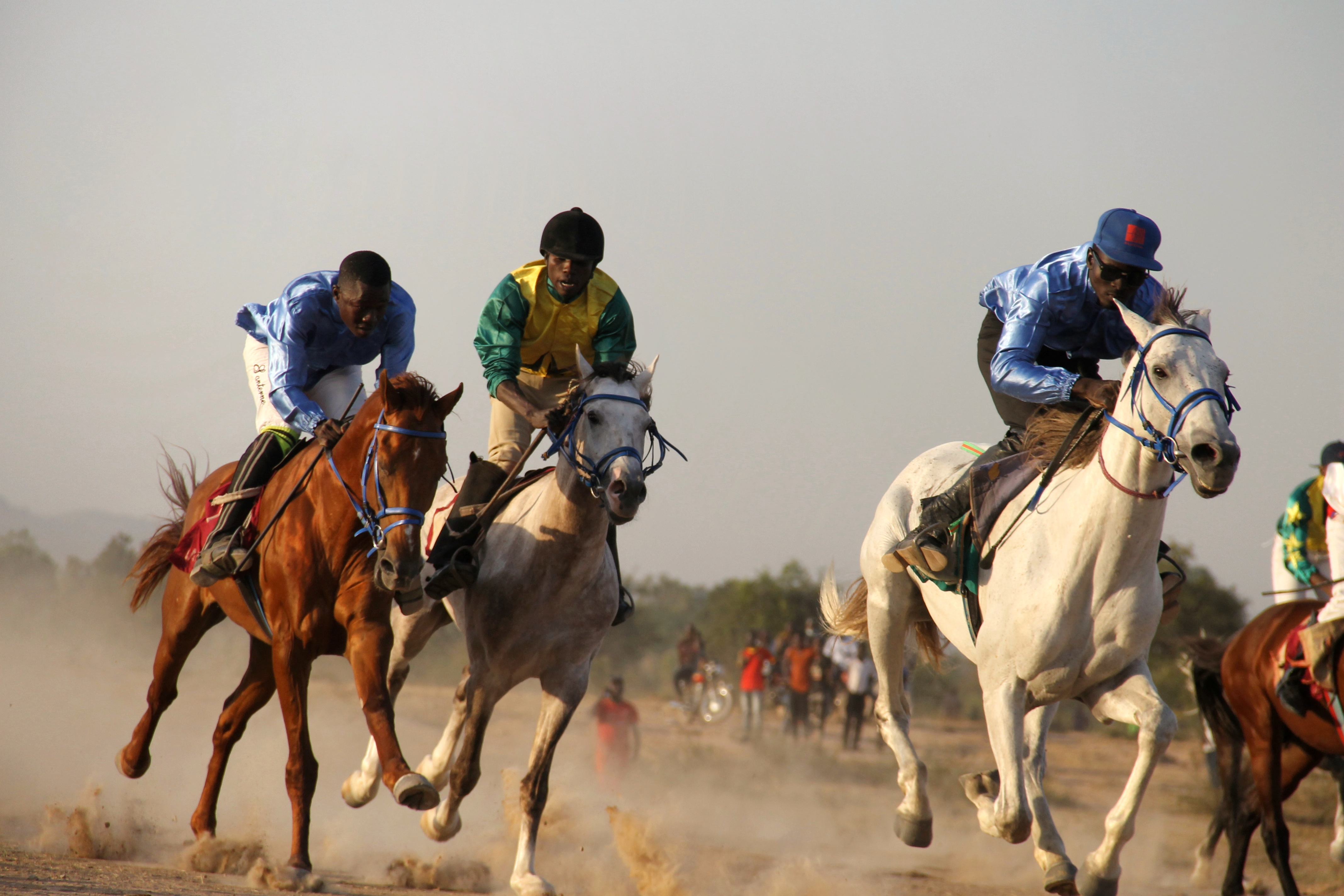
Course de chevaux à Gashiga.

Le secteur du sport hippique est bien développé au Cameroun, et fort apprécié des habitants. Des courses de chevaux se tiennent chaque trimestre à Maroua, Garoua, Koumbo et Kousséri, avec des compétitions pour l'occasion de la fête nationale camerounaise dans les régions du Nord du pays. Ces courses sont organisées en catégories par race, par âge et par taille. Les propriétaires locaux de chevaux fortunés peuvent les engager dans des courses. Il est fréquent qu'une même personne cumule les fonctions de jockey et d'entraîneur de chevaux (en).
Le PMUC gère la prise de paris hippiques sur tout le territoire camerounais. Il diffuse gratuitement un journal intitulé Le Turf. En 2009, le montant des paris pèserait pour 2,9 millions de francs CFA au Cameroun, soit l'équivalent de 45 millions d'euros. Le PMUC est l'un des principaux employeurs privés du pays.
La direction de cette entreprise par des Français a ravivé les controverses liées à la présence des anciens colonisateurs et à l'exploitation des travailleurs camerounais par la France : lors des émeutes de février 2008, 800 kiosques du PMUC ont été endommagés à travers tout le Cameroun. Les paris hippiques suscitent aussi le développement de réseaux de parieurs parallèles, et ont conduit des familles camerounaises à l'endettement et à la ruine.
Lors de la 5e édition du Fombina Derby International Horse Racing Tournament organisé à Yola, au Nigeria, en 2016, les chevaux camerounais se sont qualifiés en finale. La Coupe du Cameroun des courses hippiques (CAMGALOP) a été organisée le 9 mai 2018 à Maroua.

### Équitation sportive et de loisirs
Les pratiques d'équitation sportive et de loisir n'ont longtemps concerné que des Européens expatriés ; la majorité des licences en ce domaine restent détenues par des Européens, mais elles attirent de plus en plus de Camerounais depuis le début du XXIe siècle. Il existe des centres équestres dans le Sud du Cameroun, tenus par des Européens urbains, deux notamment à Yaoundé en 2006, et un à Bamenda, la même année. Tous sont affiliés à la FECASE. Deux tiers ont été créés entre les années 1990 et 2000, et revêtent un caractère public. Ils détiennent généralement des chevaux de races croisées, d'origine étrangère, pour un effectif moyen de 18 chevaux. Ces centres équestres ont le plus souvent du personnel formé aux métiers du cheval en France, ou « sur le tas » au Cameroun. Ils proposent des activités de dressage, saut d'obstacles, spectacles équestres et concours complet d'équitation.

## Élevage

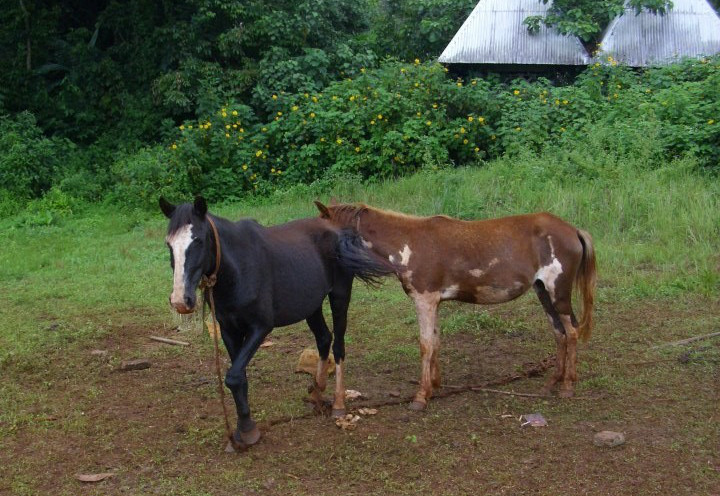
Chevaux de type local (vraisemblablement des Dongola) à Batoufam.

D'après le guide Delachaux (2014), la population de chevaux au Cameroun serait d'environ 16 000 individus. Le décompte du Dr vétérinaire Mohamadou, dans sa thèse de doctorat, donne un total de 18 146 chevaux en 2001 et 2002, les plus grosses concentrations se trouvant dans les régions de l'Extrême-Nord, du Nord-Ouest et de l'Adamaoua. L'élevage équin (ainsi que d'autres animaux) est traditionnel dans toute la région du lac Tchad. Les Foulbés (Peuls) élèvent des chevaux pour une équitation de prestige, les chevaux mâles étant presque tous élevés sous contrôle de chefferies traditionnelles (lamibé).
Environ 53 % des propriétaires de chevaux camerounais sont également des éleveurs, les autres étant des commerçants, des fonctionnaires, des notables ou des chauffeurs. 86 % de ces animaux sont élevés suivant un mode traditionnel. La moitié des propriétaires de chevaux Camerounais ont moins de cinq animaux ; 18,6 % en possèdent plus de 15. Environ la moitié des propriétaires de chevaux nourrissent leurs animaux avec du fourrage (fane d'arachide, son de mil ou sorgho), l'autre moitié laissent leurs animaux pâturer et les complémentent en minéraux au besoin. La nourriture équine est achetée auprès de la Sodecoton ou sur les marchés locaux, au coût moyen (en 2006) de 150 francs le kilo. La gestion de la reproduction du cheval est rare. Il est fréquent (dans la moitié des cas) que les chevaux se transmettent par héritage familial. Il est également courant de faire appel à un aide vétérinaire ou à un chef d'écurie pour gérer un élevage.
L'expansion de l'élevage est limitée par le manque de pâturages et d'eau, ainsi que la présence de la mouche tsé-tsé. La contrainte alimentaire représente le principal facteur limitant à l'élevage équin d'après les propriétaires consultés, d'autres contraintes résidant dans les difficultés d'abreuvement, de soins, de gestion de la reproduction et de gestion des activités équestres par les organismes officiels. Le Sud du pays, de climat équatorial, héberge des glossines qui nuisent à l'élevage équin. Le Nord du Cameroun, de climat tropical, offre des savanes et des steppes. Dans ces régions, en milieu rural, les juments sont laissées en liberté autour des villages, et présentées aux étalons locaux, attachés près de la tente ou de la case de leur propriétaire, au moment de leurs chaleurs,. Les poulains naissent durant l'hivernage, sont gardés au pâturage avec leur mère et rentrés durant la nuit. Ils sont en général gras après l'hivernage, puis maigrissent durant la saison sèche en raison du manque de terrain de pâturage, aggravé par les feux de brousse.
Les écuries modernes se trouvent essentiellement dans les régions de Yaoundé et Douala, et détiennent généralement des chevaux plus fragiles, de races croisées,.

### Types de chevaux élevés

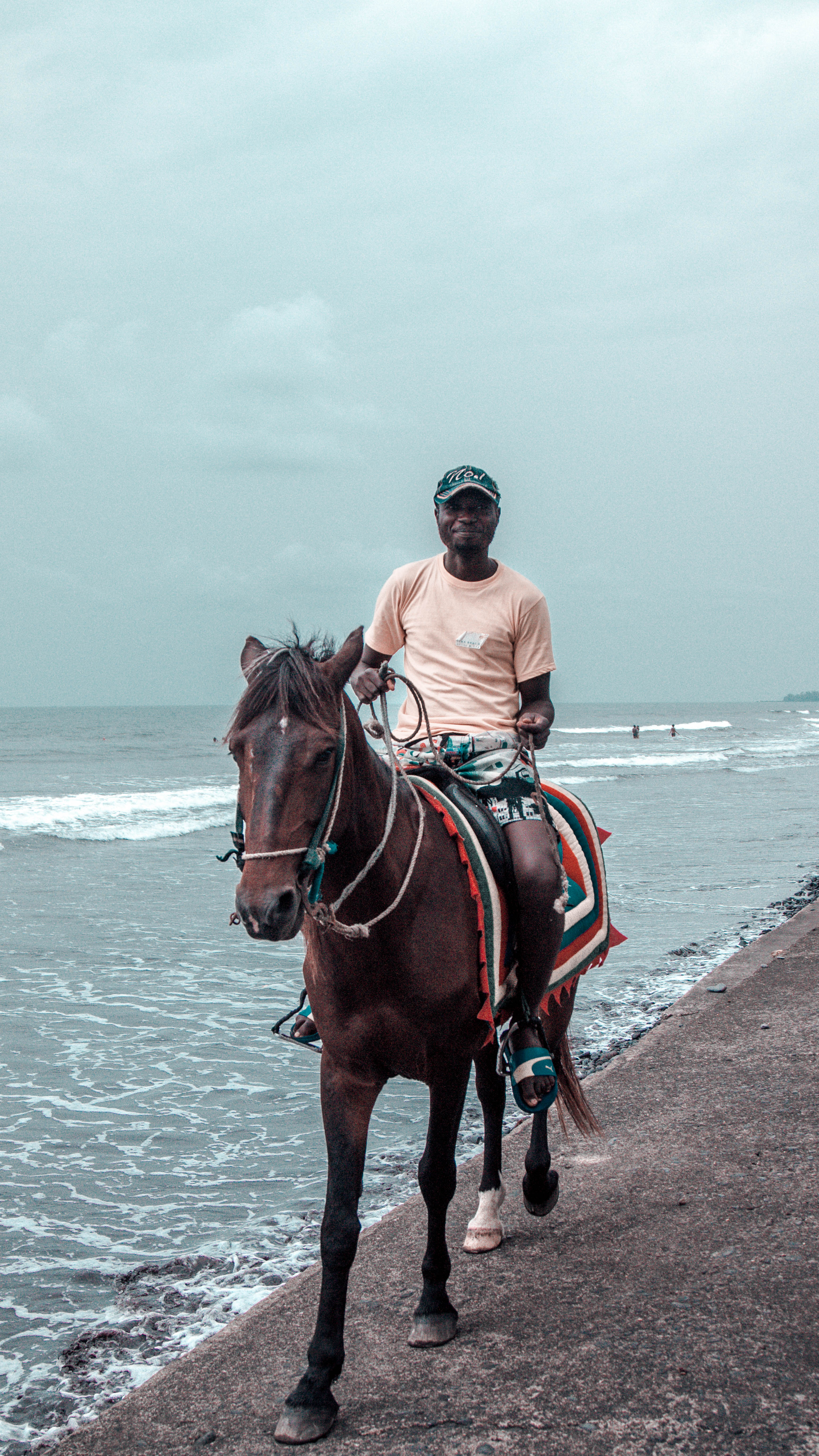
Cavalier camerounais sur la plage atlantique.

La base de données DAD-IS ne fournit aucune information quant aux types de chevaux élevés au Cameroun. En 1926, deux types distincts sont décrits par l'administration coloniale : le « cheval de plaine », toisant de 1,40 m à 1,56 m, issu de l'Arabe et du Barbe ; et le « cheval de montagne » ou Kiridi (que Seignobos nomme « poney du Logone »), ne dépassant pas 1,30 m, très robuste, résistant et courageux, utile pour voyager sur les sentiers de montagne. L'administration coloniale cite aussi des chevaux « de très grande taille et de formes très belles […] d'un prix élevé, [et qui] viennent du Manga », dans le Tchad. D'après la thèse vétérinaire du Dr Mohamadou (en 2007), trois grands types de chevaux sont désormais élevés : le type « course », le type « selle » et le type « lourd », pour la viande.
Il est difficile de définir les races de chevaux du Cameroun, car elles ont été beaucoup croisées entre elles. Une race propre au Cameroun est le poney du Logone, originaire comme son nom l'indique de la région du fleuve Logone et du Wandala, et qui survit dans les zones infestées par les glossines. On trouve également le Dongola, plus grand et puissant ; les autres races sont représentées par   le Barbe, l'Arabe-Barbe, l'Anglo-arabe, l'Arabe, le Pur-sang, et des croisements divers entre races importées et races locales. Les chevaux de races locales représentent 69,8 % du cheptel national. Les chevaux d'importation proviennent surtout du Tchad, plus rarement du Nigeria et du Soudan. Ces importations sont favorisées par une croyance locale qui veut que les chevaux du Nigeria et du Tchad soient plus rapides.
Le mont Manengouba a hébergé, sur son plateau, un groupe de chevaux sauvages préservés grâce à un microclimat favorable, peut-être issus de chevaux de troupes coloniales (en) abandonnés, probablement par des Allemands. L'écrivain et éditeur français Jean-Louis Gouraud a découvert leur présence en novembre 1988, mais n'a pu les retrouver lors d'un second voyage fin 2001.

### Viande
L'hippophagie est rare au Cameroun, en raison de tabous religieux, d'habitudes contraires et de l'absence d'abattoir spécialisé. Cependant, elle s'est développée, notamment dans la région du mont Manengouba. Les boyaux de cheval ont bonne réputation, cette viande (par exemple les membres antérieurs passés au feu) étant par ailleurs créditée de propriétés médicinales. L'autoconsommation du cheval est devenue une motivation, quoique rare, à l'élevage de cet animal.

### Maladies et parasitages
Des maladies endémiques sont présentes et nuisent à l'élevage. La peste équine et la grippe équine tendent cependant à disparaître. Les pathologies les plus fréquentes sur le cheptel sont le botulisme, le tétanos, la brucellose, la lymphangite ulcéreuse, la fièvre charbonneuse et différentes formes de salmonellose. Le parasitage est également fréquent, en particulier les ascaridioses, strongyloses, habronémoses, oxyuroses, les tiques, les gales, la trypanosomiase et la babésiose. D'autres affections des chevaux camerounais sont partagées avec les chevaux élevés dans d'autres pays, notamment les coliques, les affections du pied et les affections respiratoires.
Les médicaments vétérinaires se trouvent couramment dans ce pays, bien que les ruptures d'approvisionnement en vaccins soient fréquentes et les formations en médecine équine parfois insuffisantes. 66 % des consultations vétérinaires équines du Cameroun concernent le tétanos et des coliques. Le recours à un vétérinaire dépend fortement de la valeur du cheval et des moyens de son propriétaire ; le recours à la médecine traditionnelle africaine, bien qu'en recul, reste courant dans les régions isolées.
La lutte contre la trypanosomiase africaine (maladie du sommeil) est un poste d'investissement depuis le début du XXe siècle, certains pâturages de la Vina, du Faro-et-Déo et de la Bénoué ayant été débarrassés des glossines et des tabanidés pour aider les éleveurs dans leurs activités. La crise économique camerounaise des années 1980 a mis un frein aux grandes actions de lutte contre ces insectes.

## Culture

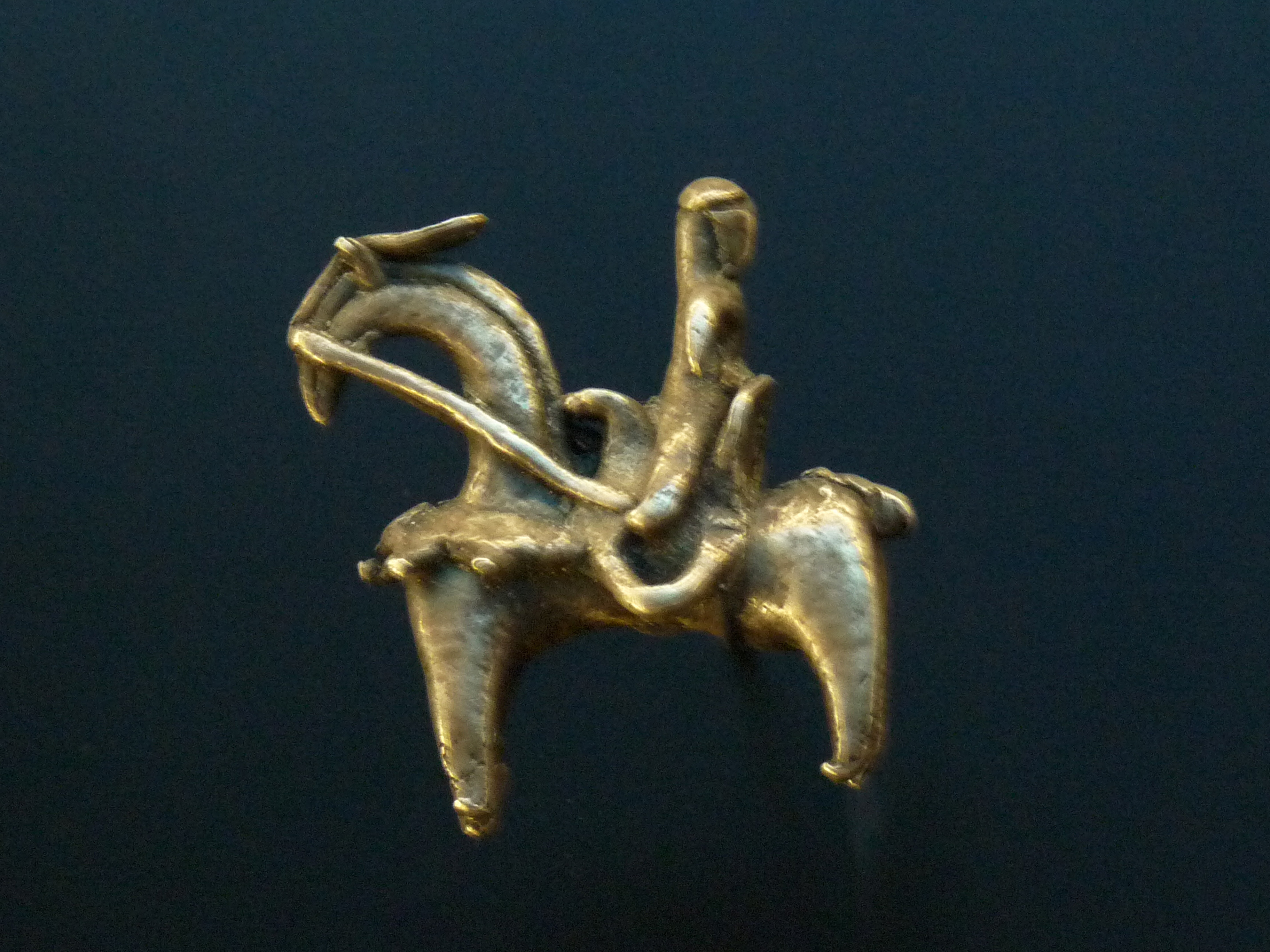
Bijou Kotoko au musée du quai Branly.

Le cheval revêt une grande importance dans les sociétés traditionnelles du Cameroun, notamment chez les Peuls, qui le considèrent comme un animal prestigieux,. Les chefs religieux du Nord du pays attribuent des qualités à certaines robes, en particulier l'alezan à quatre balzanes et le gris clair. Chez les Mousgoum de Pouss et de Guirvidig, le poney est nommé atongo (de tonggoy, désignant les pré-massa chassés vers le Sud) ; ceux de Kosa et de Waza empruntent au kanouri et disent konkos. Le cheval a aussi laissé des traces dans la toponymie, le Nord du Cameroun comptant un grand nombre de cevetplis (chemins du cheval), notamment à Dimeo, Zidim, et Waza ; d'après Christian Seignobos, ces chemins étaient conçus pour permettre à un cavalier de pénétrer jusqu'à proximité de la concession du chef sans descendre de sa monture.
Chez les populations du Grassland, la queue du cheval servait traditionnellement à préparer des talismans protecteurs pour les chefs militaires envoyés au conflit. Par ailleurs, des talismans de bronze, d'étain, d'argent, de cuivre ou de fer nommés Putchu Guinadji (« chevaux de la folie »), traditionnellement fabriqués à Maroua et représentant de petits cavaliers, sont toujours utilisés (en 2018) comme remède pour lutter contre la possession et la démence par les Kotokos, les Foulbés, les Guizigas, les Kanouris, les Mafas et les Massas.
En 1999, l'ethnologue Christian Seignobos publie une enquête concernant les relations des Moussey de Gobo avec leurs poneys, qu'ils considèrent comme égaux à des êtres humains (asiya ko su wurnn), bannissant notamment l'hippophagie. Ces poneys sont pleurés, à leur mort, comme le seraient des personnes. Des qualités de prescience et la capacité à voir dans le noir grâce à leurs châtaignes (surnommées hidi ko kuluma, soit « les yeux du cheval ») leur sont attribuées. Les dettes et les dots de mariage se règlent en poneys ; par ailleurs, les femmes ne peuvent ni monter à cheval, ni en posséder un, étant considérées au même titre que le poney comme une « richesse de l'homme ». Les poneys les plus réputés sont nommés kuluma, et propriété exclusive du chef de famille : ils reçoivent un nom, de nombreuses attentions, et sont au centre de rituels, dont le plus important est la première coupe de leur crinière. La mort d'un kuluma déclenche parfois des tambours de deuils ; ces poneys étaient couramment enterrés jusque dans les années 1950. La naissance d'un poulain s'accompagne d'une série de rites, incluant le dépôt du placenta de la poulinière sous un jujubier, pour protéger le poulain des mauvais esprits. Dans les années 1990, les Moussey ont commencé à employer leurs poneys comme animaux de traction agricole, pour assurer leur subsistance.
Des peuples cavaliers subsistent (en 1995) dans la région de Bibemi. Cependant, les traditions équestres sont en recul. D'après Jean-Louis Gouraud, le patrimoine équestre d'Afrique subsaharienne avec ses cérémonies équestres coutumières, entre autres au Cameroun, est menacé de disparition.

#### Thèses
- [Mohamadou 2007] Mohamadou, Contribution à l'identification des métiers du cheval au Cameroun, Dakar, Université Cheikh Anta Diop, 2007 (lire en ligne).
- [Ahmadou Alkaissou 2009] Hamadjam Ahmadou Alkaissou, Contribution à l'étude de la trypanosome équine au Cameroun, Dakar, Université Cheikh Anta Diop, 2009 (lire en ligne).

#### Articles de recherche
- [de Garine 1975] Igor de Garine, Contribution à l'ethnozoologie du cheval chez les Moussey (Tchad et Cameroun), Institut international d'ethnosciences, 1975, 16 p..
- [Seignobos 1995] Christian Seignobos, « Les poneys du Logone à l'Adamawa, du XVIIIe siècle à nos jours », dans Cavalieri dell'Africa: storia, iconografia, simbolismo : atti del ciclo di incontri : organizzato dal Centro studi archeologia africana di Milano, febbraio-giugno 1994, Centro studi archeologia africana, 1995 (lire en ligne), p. 233-253.
- [Seignobos 1999] Christian Seignobos, « Élevage social du poney musey - Région de Gobo, Nord-Cameroun », dans L'homme et l'animal dans le bassin du lac Tchad, Paris, IRD, 1999 (ISBN 2-7099-1436-0, lire en ligne), p. 394-407.
- [Vall 1998] Éric Vall, « Capacités de travail du zébu, de l'âne et du cheval au Nord-Cameroun. Concept d'adéquation du couple animal-outil », Annales de zootechnie, vol. 47, no 1,‎ 1998 (lire en ligne).

#### Article de presse
- [Bernard 2009] Philippe Bernard, « Le Cameroun a la fièvre du cheval », Le Monde,‎ 16 mars 2009 (lire en ligne, consulté le 11 mai 2019).